# 시식
시식(時食)은 그 계절에 특별히 있는 음식 또는 그 시절에 알맞은 음식이다. 제철 식자재를 사용해 요리하거나, 음식을 계절에 맞추어서 만들어 먹는다. 제철 음식(--飮食) 또는 계절 음식(季節飮食)으로도 부르며, 명절에 따로 차려서 먹는 음식인 절식(節食)과는 구분된다.

## 한국의 시식
한국의 시식 풍속은 농경 생활과 사계절의 변화가 뚜렷한 자연환경을 배경으로 형성되었으며, 다양한 지리적 환경의 영향을 받아 고장에 따라서 다르게 형성되었다. 조선 시대의 세시풍속을 기록한 《동국세시기》에 시식 풍속도가 자세하게 정리되어 있다.
시식에는 계절마다 다른 맛을 즐기는 것과 함께 부족한 영양분을 보충하는 의미도 있었는데, 예를 들어 햇나물로 만드는 봄철의 시식은 겨울 동안 부족했던 비타민을 보충하고, 여름의 보양 시식은 더위로 인하여 떨어진 체력을 회복시키고, 겨울철의 시식은 지방이 풍부하여 추위를 덜 타게 하는 음식이었다.
현대에 와서는 계절에 상관없이 다양한 식품이 생산되고 공업화나 도시화로 생활양식이 크게 변하여 시식 풍속이 사라져가고 있다.

### 봄
- 제철 식자재

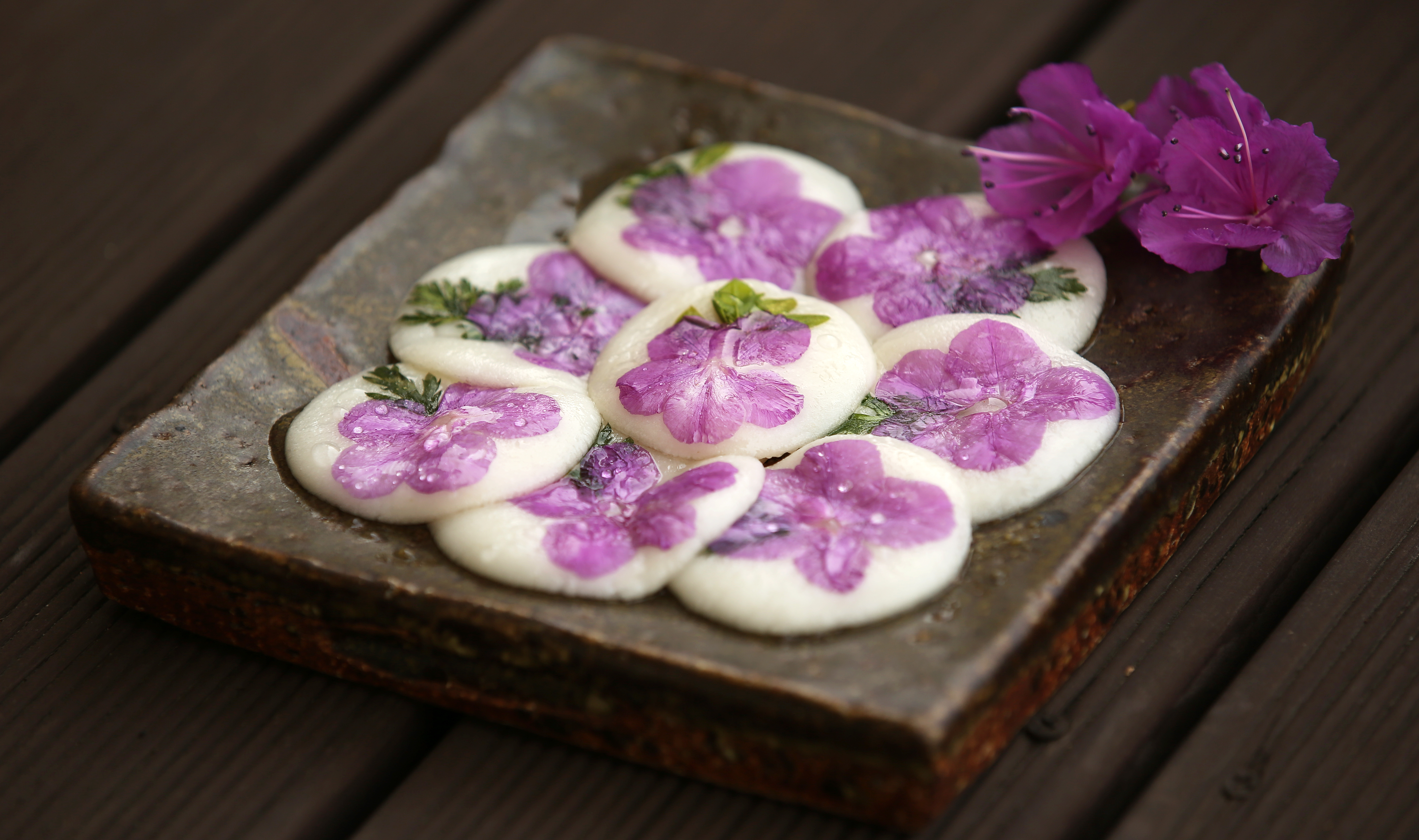
진달래화전

  - 과일 – 딸기, 키위, 매실, 한라봉
  - 나물 – 달래, 냉이, 두릅, 미나리, 쑥, 씀바귀, 취나물
  - 생선 – 웅어, 민어, 참다랑어
  - 해물 – 멍게, 미더덕, 바지락, 소라, 주꾸미, 키조개
- 제철 음식
  - 국 – 애탕
  - 떡 – 개피떡, 산떡, 진달래화전, 환떡
  - 반찬 – 미나리강회, 미나리적, 실파강회, 어만두, 어채, 웅어회
  - 안주 – 도미찜, 모시조개전골, 수란, 조기찌개, 탕평채
  - 전통주 – 도화주, 두견주, 사마주, 서향주, 소국주, 이강주, 죽력주

### 여름
- 제철 식자재
  - 곡식 – 밀

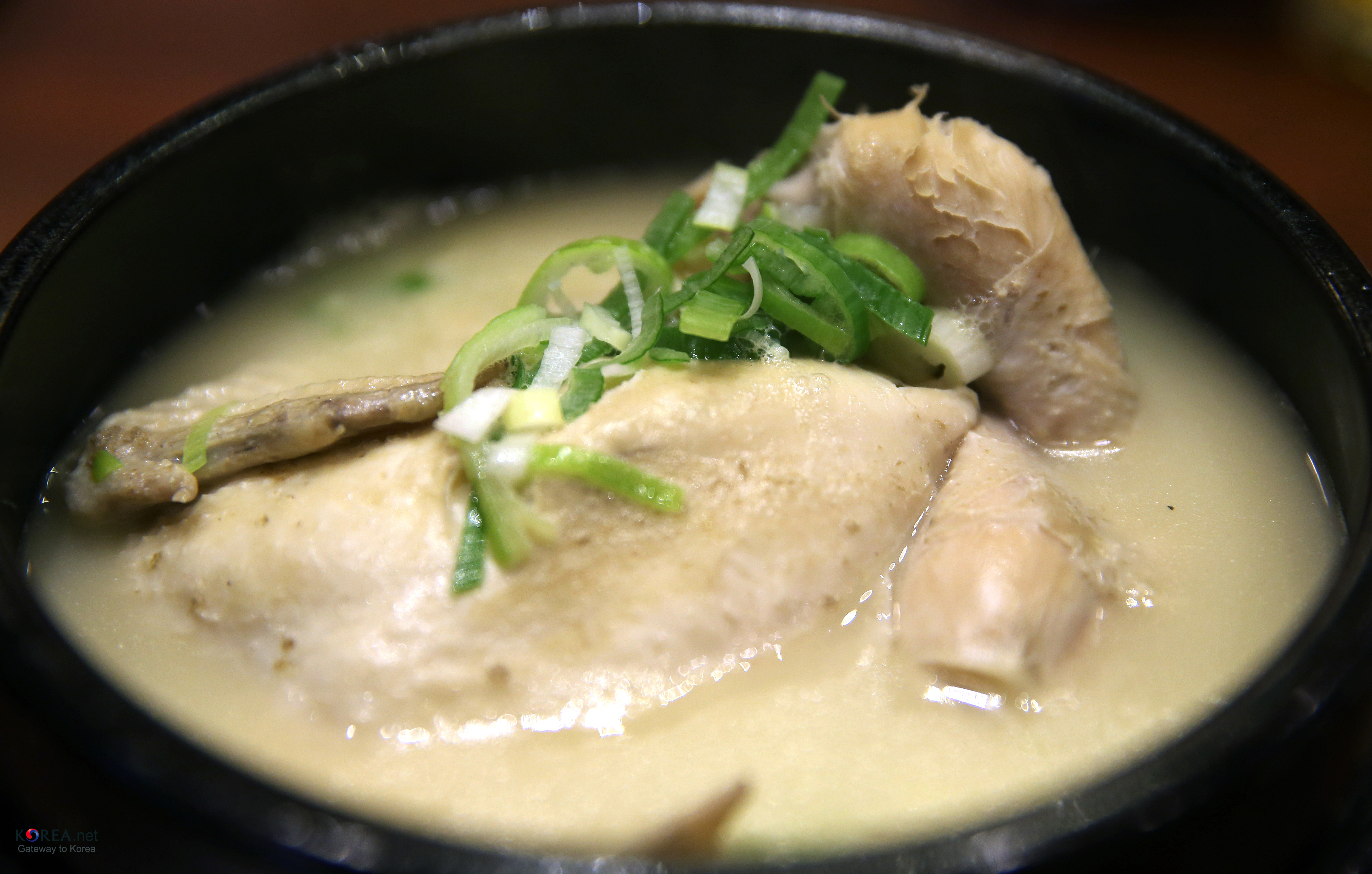
삼계탕

  - 과일 – 복분자, 복숭아, 수박, 자두 참외, 토마토, 포도
  - 채소 – 감자, 도라지, 옥수수
- 제철 음식
  - 국수 – 수제비, 칼국수
  - 떡 – 증편
  - 반찬 – 밀전병
  - 보양식 – 영계백숙, 육개장, 개장국, 임자수탕
  - 안주 – 밀쌈, 편수
  - 전통주 – 약소주

### 가을
- 제철 식자재
  - 곡식 – 쌀

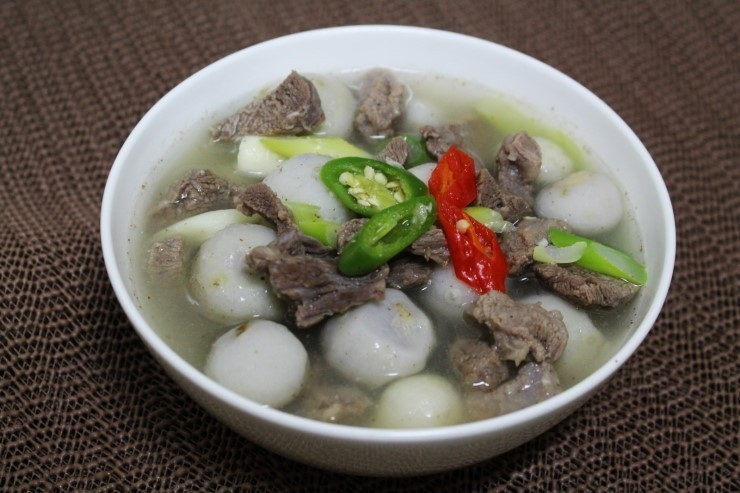
토란국

  - 과일 – 대추, 밤, 배, 사과, 은행, 석류, 유자, 무화과, 감
  - 생선 – 고등어, 광어, 꽁치
  - 채소 – 고구마, 무, 배추, 호박
  - 해물 – 게, 대하, 전복, 해삼
- 제철 음식
  - 국 – 토란국
  - 떡 – 국화전, 오려송편
  - 반찬 – 닭찜, 화양적
  - 밥 – 밤밥, 햅쌀밥
  - 한과 – 대추초, 밤초, 율란, 조란

### 겨울
- 제철 식자재

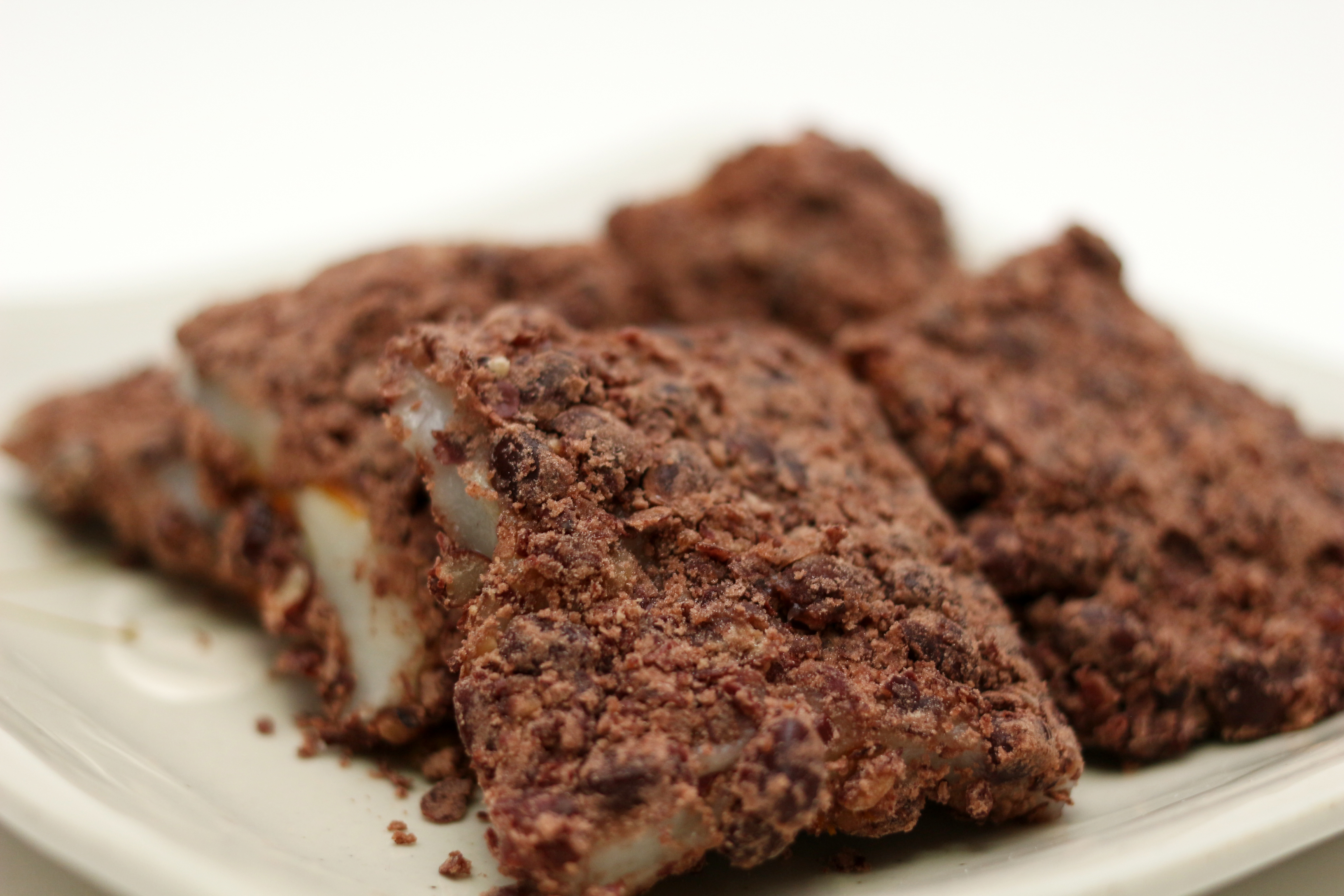
시루떡

  - 과일 – 귤, 한라봉, 딸기, 석류, 유자
  - 생선 – 과메기, 도미, 명태, 아귀
  - 채소 – 우엉, 호박
  - 해물 – 꼬막
- 제철 음식
  - 국 – 설렁탕
  - 국수 – 냉면
  - 떡 – 시루떡
  - 반찬 – 동치미, 만두
  - 안주 – 열구자탕, 전골
  - 한과 – 백산자, 엿강정

## 같이 보기
- 김장
- 절식